# Unterseeboot 118 (1941)
Pour les articles homonymes, voir Unterseeboot 118.
Le Unterseeboot 118 (ou U-118) est un sous-marin (U-Boot) allemand de type X.B construit pour la Kriegsmarine pendant la Seconde Guerre mondiale.

## Historique
Après avoir reçu sa formation de base à Stettin au sein de la 4. Unterseebootsflottille, l'U-Boot rejoint la 10. Unterseebootsflottille à Lorient pendant 1 mois avant d'intégrer son unité de combat à Bordeaux avec la 12. Unterseebootsflottille.
Pendant ces patrouilles, il est utilisé comme navire de ravitaillement d'autres U-Boote, leur fournissant des torpilles, du gazole et de la nourriture.
Le 1er février 1943, il réalise le mouillage de soixante mines SMA, à l'ouest du détroit de Gibraltar qui se solde par le naufrage d'une corvette et de trois navires marchands et par deux autres endommagés. C'est l'un des plus importants succès de mouillage de mines opérée par un U-Boot et les seuls résultats de ce U-Boot.

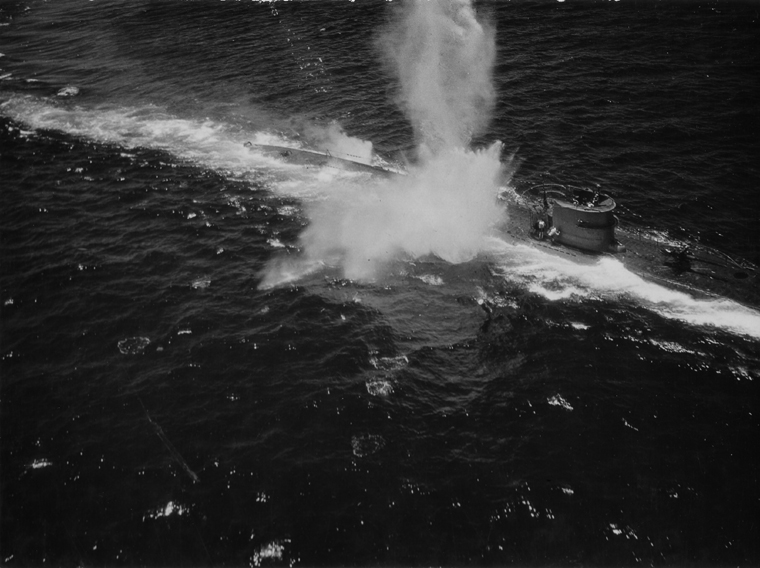
Attaque d'un avion de l'USS Bogue le 12 juin 1943.

L'U-118 est attaqué et coulé le 12 juin 1943 dans l'Atlantique, à l'ouest des Îles Canaries à la position géographique de 30° 49′ N, 33° 49′ O par des charges de profondeur tirées par huit avions américains Avenger du porte-avions d'escorte USS Bogue.
Il y a seize survivants sur les cinquante-neuf hommes d'équipage.

## Affectations successives
- 4. Unterseebootsflottille du 6 décembre 1941 au 30 septembre 1942
- 10. Unterseebootsflottille du 1er octobre 1942 au 31 octobre 1942
- 12. Unterseebootsflottille du 1er novembre 1942 au 12 juin 1943

## Commandement
- korvettenkapitän Werner Czygan du 6 décembre 1941 au 12 juin 1943

## Patrouilles
|       | Commandant            | Départ            | Départ   | Arrivée          | Arrivée  | Jours     | Succès   |
| ----- | --------------------- | ----------------- | -------- | ---------------- | -------- | --------- | -------- |
| 1     | KrvKpt. Werner Czygan | 19 septembre 1942 | Kiel     | 16 octobre 1942  | Lorient  | 28 jours  |          |
| 2     | KrvKpt. Werner Czygan | 12 novembre 1942  | Lorient  | 13 décembre 1942 | Lorient  | 32 jours  |          |
|       | KrvKpt. Werner Czygan | 7 janvier 1943    | Lorient  | 8 janvier 1943   | Brest    | 2 jours   |          |
| 3     | KrvKpt. Werner Czygan | 25 janvier 1943   | Brest    | 26 février 1943  | Bordeaux | 33 jours  | 26 934   |
| 4     | KrvKpt. Werner Czygan | 25 mai 1945       | Bordeaux | 12 juin 1945     | Coulé    | 19 jours  |          |
| Total | Total                 | Total             | Total    | Total            | Total    | 112 jours | 26 934 t |

Note : KrvKpt. = Korvettenkapitän

### Opérations Wolfpack
L'U-118 a opéré avec les Wolfpacks (meutes de loups) durant sa carrière opérationnelle:
1. Wotan (5 octobre 1942 - 7 octobre 1942)
2. Westwall (28 novembre 1942 - 30 novembre 1942)
3. Rochen (13 février 1943 - 14 février 1943)

## Navires coulés
L'Unterseeboot 118 a coulé 3 navires marchands d'un total de 14 064 tonneaux, un navire de guerre de 925 tonnes et a endommagé 2 navires marchands d'un total de 11 945 tonneaux sur un total de 4 patrouilles (112 jours en mer) qu'il effectua.
| Date            | Nom            | Nationalité | Tonnage (GRT) | Fait             |
| --------------- | -------------- | ----------- | ------------- | ---------------- |
| 7 février 1943  | Baltonia       | Royaume-Uni | 2 013         | Coulé (Mine)     |
| 7 février 1943  | Empire Mordred | Royaume-Uni | 7 024         | Coulé (Mine)     |
| 7 février 1943  | Mary Slessor   | Royaume-Uni | 5 027         | Coulé (Mine)     |
| 10 février 1943 | Duero          | Espagne     | 2 008         | Endommagé (Mine) |
| 22 février 1943 | HMCS Weyburn   | Canada      | 925           | Coulé (Mine)     |
| 22 février 1943 | Thorsholm      | Norvège     | 9 937         | Endommagé (Mine) |

### Sources
- (en) Cet article est partiellement ou en totalité issu de l’article de Wikipédia en anglais intitulé « German submarine U-118 (1941) » (voir la liste des auteurs).